# Falakro
Falakro is een berg in het noordoosten van Griekenland, in de regio Oost-Macedonië en Thracië, ten noorden van de stad  Drama. De geografische ligging van de berg is: 41.17"38"graden noorderbreedte en 24.05'41"graden oosterlengte. 
De berg heet in het Grieks voluit: Φαλακρό όρος (Falakro Oros), wat "kale berg" betekent, en in het Bulgaars Боздаг,Bozdag, en in het  Turks: Bozdağ. Deze Turkse naam betekent: grijze berg.
De hoogste top van de berg heet Profitis Ilias. Deze is 2232 meter hoog. 
In de winter kan op de berg geskied worden. 
De berg is daarom populair bij wintersporttoeristen en ook bij dagjesmensen vanuit de stad Drama.